# Radwanicze Wielkie
Radwanicze Wielkie, Radwanicze Kościelne (biał. Вялікія Радванічы; ros. Большие Радваничи) – agromiasteczko na Białorusi, w obwodzie brzeskim, w rejonie brzeskim, w sielsowiecie Radwanicze, nad Rytą.
Siedziba parafii prawosławnej; znajduje się tu cerkiew pw. św. Matrony Moskiewskiej.

## Nazwa
W źródłach XIX-wiecznych wieś wymieniana jest pod nazwami Radwanicze Kościelne i Radwanicze Cerkiewne (biał. Радванічы Царкоўныя). W międzywojniu nosiła nazwę Radwanicze Kościelne. Po II wojnie światowej zmieniono nazwę na obecną. Komisja Standaryzacji Nazw Geograficznych poza Granicami Rzeczypospolitej Polskiej dopuszcza nazwy Radwanicze Wielkie i Radwanicze Kościelne.

## Historia
Dawniej wieś i majątek ziemski. W dwudziestoleciu międzywojennym leżały w Polsce, w województwie poleskim, w powiecie brzeskim. W czasach carskich i w początkowym okresie II Rzeczypospolitej siedziba władz gminy Radwanicze. Po jej zniesieniu 18 kwietnia 1928 w gminie Kamienica Żyrowiecka.
Po II wojnie światowej w granicach Związku Sowieckiego. Od 1991 w niepodległej Białorusi.